# Индустриальные рабочие мира
«Индустриальные рабочие мира» («ИРМ») (англ. Industrial Workers of the World, I.W.W., также известны как Wobblies) — международная рабочая организация. Во время своего наивысшего расцвета в 1923 году организация насчитывала приблизительно 100 000 членов, и располагала поддержкой примерно 300 000 рабочих.
ИРМ исходил из того положения, что все рабочие должны быть объединены как класс, и что система наёмного труда должна быть ликвидирована. Они известны тем, что выступали за прямую рабочую демократию на рабочем месте (Wobbly Shop model of workplace democracy), когда рабочие выбирают подлежащих отзыву по первому требованию делегатов, наделённых императивным мандатом, а также другие нормы прямой демократии (самоуправления).
В настоящее время «ИРМ» — небольшая организация, членами которой формально являются около 2 тысяч человек (реально около 900 человек). Штаб-квартира организации находится в городе Цинциннати (штат Огайо). Кроме США, она имеет отделения в Австралии, Великобритании, Ирландии и других странах.

## История 1905—1930

### Создание
ИРМ был основан в Чикаго в июне 1905 года в результате достигнутого соглашения двухсот социалистов, анархистов и радикальных профсоюзных активистов со всей территории Соединенных Штатов (главным образом Западная Федерация Шахтеров (Western Federation of Miners)), выступавших против политики Американской федерации труда (АФТ).
Соглашение, достигнутое 27 июня 1905 года, называлось тогда «Индустриальным Конгрессом» или по другому «Индустриальным профсоюзным соглашением» (позднее известно в качестве Первого ежегодного конвента ИРМ).

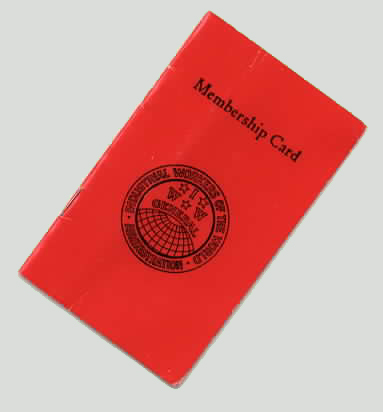
Профсоюзный билет ИРМ

Среди создателей ИРМ были Уильям (Билл) Д. Хейвуд, Даниель Де Леон, Юджин В. Дебс, Томас Дж. Хэджерти, Моррис Сигман, Люси Парсонс, «Мамаша Мэри Харрис Джонс», Франк Бон, Уильям Тротмэнн, Винсент Сент-Джон, Ральф Чэплин, и многие другие.
Цель ИРМ состояла в том, чтобы развить солидарность рабочего класса в революционной борьбе, дабы впоследствии уничтожить классовую эксплуатацию; его девизом было «несправедливость в отношении одного — несправедливость для всех», развивавший девиз Рыцарей труда XIX века: «несправедливость в отношении одного — беспокойство для всех». В частности, ИРМ был организован в связи с тем, что многие профсоюзные активисты, социалисты, анархисты и радикалы, не только не были в состоянии эффективно организовать американский рабочий класс (так как к 1905 году в профсоюзах состояли только около 5 % всех рабочих), но, кроме того, организовывались согласно узкопрофессиональным принципам, которые разделяли рабочих. Уоббли полагали, что все рабочие должны организоваться как класс, что отражено в преамбуле к текущему Учредительному документу ИРМ:

Рабочий класс и класс хозяев (employing class, в других переводах — эксплуатирующий класс, класс предпринимателей) не имеют между собой ничего общего. Между ними не может быть мира до тех пор, пока нужда и голод царят среди миллионов трудящихся, в то время как кучка эксплуататоров пользуется всеми благами жизни. Борьба между этими двумя классами будет продолжаться до тех пор, пока все рабочие, объединившись политически и экономически, не возьмут в свои руки все то, что они производят своим трудом… Вместо консервативного девиза, "справедливая поденная заработная плата за справедливую каждодневную работу", мы должны надписать на нашем баннере революционный лозунг, "Ликвидация системы наемного труда". Такова историческая миссия рабочего класса - покончить с капитализмом.

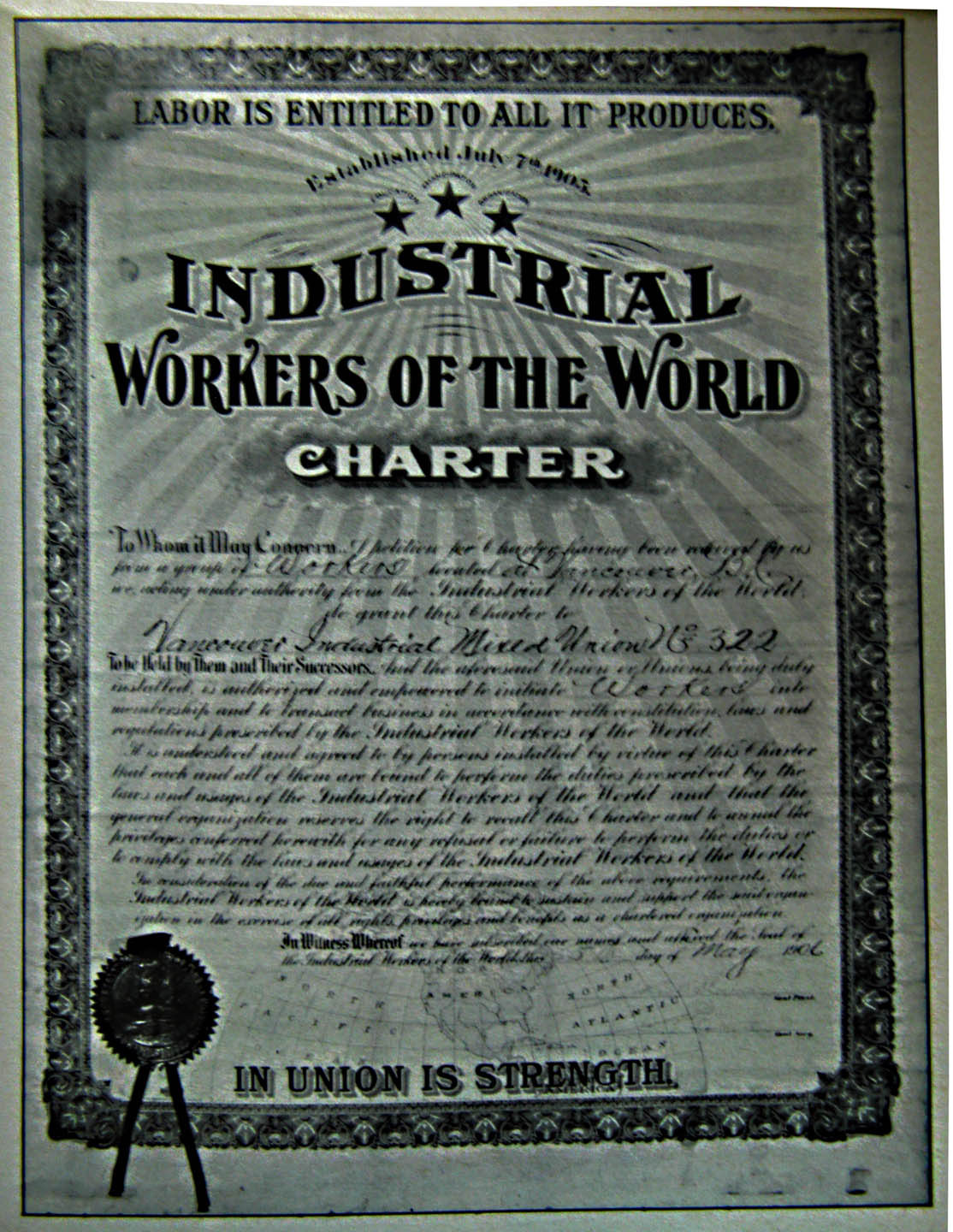
Первый устав ИРМ в Канаде, Смешанный индустриальный профсоюз Ванкувера (Vancouver Industrial Mixed Union) № 322, 5 мая, 1906.

Уоббли отличались от остального профсоюзного движения того времени своим поощрением отраслевого профсоюзного движения, в противоположность организации профсоюзного движения по профессиям Американской федерации труда. ИРМ придавали особое значение рядовым членам организации, в противоположность уполномочиванию лидеров, которые заключат соглашения с работодателями от имени остальных рабочих. Это проявилось в последовательном отказе раннего ИРМ подписать соглашения, которые, как они считали, ограничат единственную истинную силу, которой обладали рабочие: власть забастовок. Уоббли выступали за всеобщую забастовку как средство, которым будет возможно низвергнуть систему наемного труда, вместо которой будет создана новая экономическая система, которая поставит людей выше выгоды, а сотрудничество над конкуренцией.
Одним из наиболее существенных вкладов ИРМ в развитие рабочего движения было то, что во время создания это был единственный американский профсоюз (кроме Рыцарей труда), приветствовавший вхождение в организацию всех рабочих, включая женщин, иммигрантов, а также афроамериканцев. И действительно, в то время многие члены данного профсоюзного объединения были иммигрантами, а некоторые, такие как Карло Треска, Джо Хилл и Мэри Джонс, были среди заметных лидеров. Большую часть иммигрантов, входивших в ИРМ, составляли финны. «Очевидно, число финнов, принадлежащих И. Р. М., было где-то между пятью и десятью тысячами». Финноязычная газета ИРМ, «Industrialisti», издававшаяся в Дулуте, Миннесота, была единственной ежедневной газетой профсоюза. В момент наивысшего расцвета тираж доходил до 10 000 экземпляров. Другой финноязычной газетой уоббли была ежемесячная «Tie Vapauteen» («Дорога к Свободе»). Также знаменитым был финский образовательный институт IWW, Народный рабочий колледж (Work People’s College) в Дулуте, и Финский рабочий храм (Finnish Labour Temple) в Порт-Артуре, Онтарио, который служил канадским центром ИРМ в течение нескольких лет. Одним из примеров профсоюзной политики равенства был Местный 8 (Local 8), отраслевое объединение портовых грузчиков в Филадельфии, одном из наиболее крупных портов в стране в то время. Во главе с афроамериканцем Беном Флетчером в рядах Local 8 было более 5 000 членов, большинство из которых были афроамериканцами, наряду с более чем тысячей иммигрантов (прежде всего литовцев, поляков, ирландских американцев, и многих других).
ИРМ осуждали политики и пресса, видевшие в объединении угрозу капиталистической системе. Фабриканты использовали как ненасильственные методы (посылка в группах Армии спасения, чтобы заглушить протестующих), так и силовые, чтобы помешать их встречам. Участники собраний часто арестовывались, а иногда и оказывались убиты за свои публичные выступления, но все эти преследования только вдохновляли на дальнейшую борьбу.

### Политическая борьба или прямое действие?
Как и многие другие левые организации того периода, ИРМ вскоре раскалываются по вопросу отношения к политической борьбе. В 1908 году группа во главе с Даниелем Де Леоном выступала с той позиции, что политическая борьба в лице делеонистской Социалистической рабочей партии (СРП) была лучшим способом достигнуть целей ИРМ. В то же время другая фракция из представителей левого крыла Социалистической партии Америки и анархо-синдикалистов, возглавляемая Винсентом, Сент-Джоном, Уильямом Тротмэнном, и Большим Биллом Хэйвудом, полагала, что прямое действие в форме забастовок, пропаганды и бойкота, более эффективно для классовой борьбы в деле освобождения рабочего класса; они были настроены против арбитража и легальной политической борьбы. Фракция Хэйвуда преобладала, так что Де Леон и его сторонники покинули организацию. СРП ИРМ продолжил существовать отдельно под названием Международного индустриального рабочего союза (Workers' International Industrial Union).

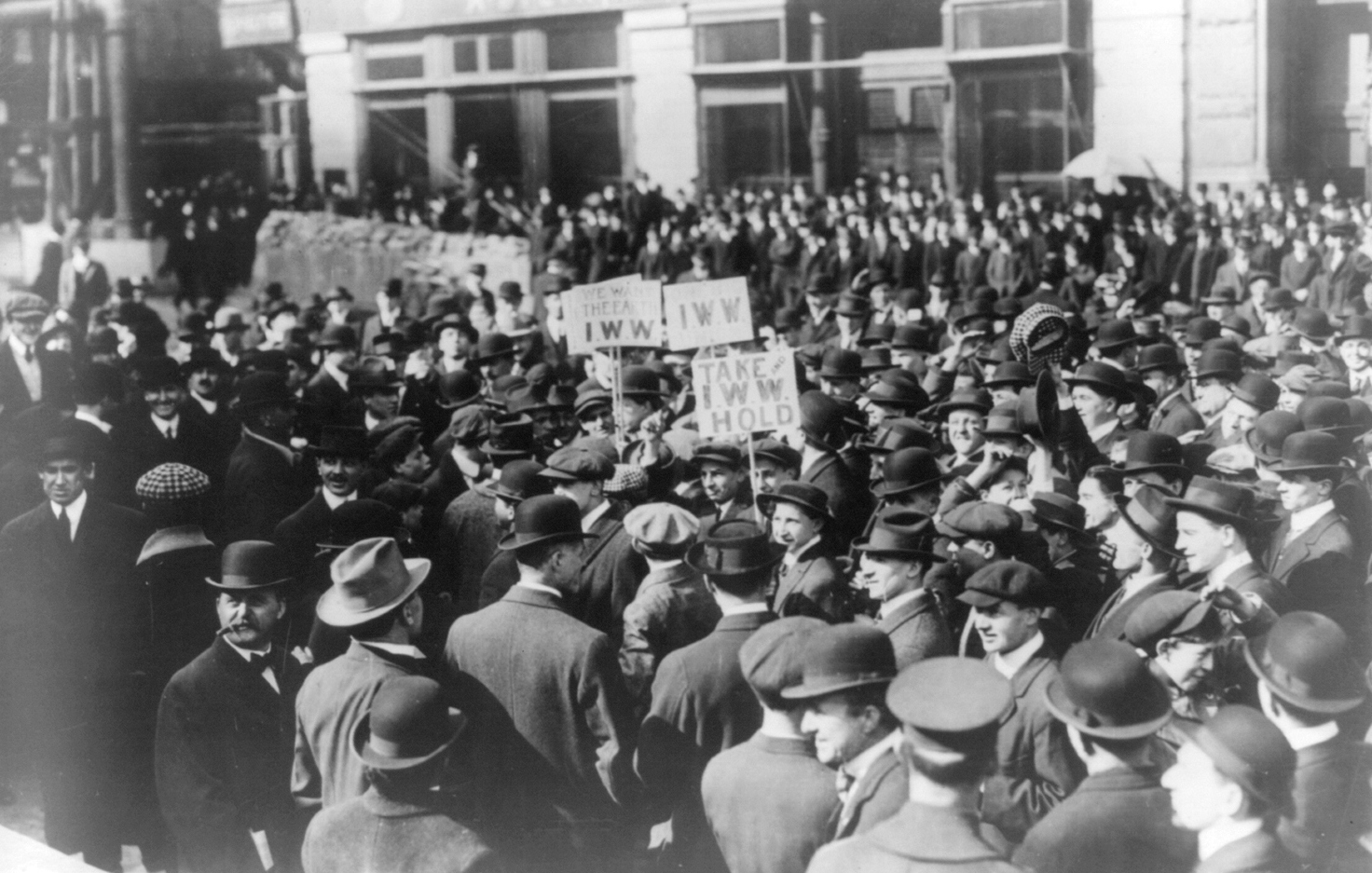
Демонстрация ИРМ в Нью-Йорке. 1914.

### Организация рабочего союза
ИРМ впервые привлек к себе внимание в Голдфилде (Невада), в 1906 году, а также в 1909 году в ходе забастовки штамповщиков стали для автомобильной промышленности (Pressed Steel Car Strike) в Маккис-Рокс, штат Пенсильвания. Дополнительную известность уоббли получили позднее в том же году, после того как они выступили со своей позицией в защиту свободы слова. В городе Спокан, Вашингтон были запрещены уличные митинги, и была арестована Элизабет Герли Флинн, лидер местного отделения ИРМ, за нарушение данного постановления. Ответ был прост, но эффективен: когда ещё один активист был арестован за разговоры, большое количество людей пришли и предложили властям арестовывать их всех, и так продолжалось до тех пор, пока подобная мера не стала слишком дорогой для города. В Спокане более чем 500 человек отправились в тюрьму, и четыре из них умерли. Тактика борьбы за свободу слова для демократизации судебного процесса и сохранения права на свободу собраний эффективно использовалась во Фресно, Абердине, и других местах. В Сан-Диего, хотя и не было никаких особых организаторов, «бдительные добровольцы» (вигиланты) при поддержке местных чиновников и влиятельных бизнесменов развернули особенно жестокое контрнаступление.
К 1912 году в организации было около 50 000 членов, сконцентрированных на северо-западе, среди портовых рабочих, сельскохозяйственных рабочих в центральных штатах, а также в текстильной и добывающей отраслях. ИРМ были вовлечены в более чем 150 забастовок, включая какие как в Забастовка текстильщиков в Лоренсе (1912), Патерсонская шелковая забастовка (1913) и Регион Месаби (1916). Они были также вовлечены в конфликт, ставший известным как Хмелевый бунт в Уитленде (Wheatland Hop Riot) 3 августа 1913 года.
Между 1915 и 1917-м годами Организация сельскохозяйственных рабочих ИРМ (Agricultural Workers Organization — AWO) объединяла сотни тысяч мигрантов — сельскохозяйственных рабочих по всей территории Среднего Запада и на западе Соединенных Штатов, часто записывая и организовывая людей на полях, на железнодорожных станциях и в ночлежках. За эти годы ИРМ стали ассоциироваться с бродягами; сельскохозяйственные рабочие-мигранты едва могли позволить себе пользоваться каким-либо транспортом чтобы добраться от старого до нового места работы. Железнодорожные товарные вагоны, называемые бродягами «вагонами с боковыми дверьми» (side door coaches), часто оклеивались стикерами (silent agitators) ИРМ. Рабочие часто добивались лучших условий труда при использовании акций прямого действия на производстве и забастовок «на работе» (сознательное и коллективное замедление работы). В результате деятельности уоббли условия для рабочих-мигрантов сельскохозяйственной отрасли заметно улучшились.
Используя опыт успеха AWO, рабочие-деревщики, входящие в ИРМ (LWIU), использовали подобную тактику, чтобы организовать лесорубов и других рабочих данной сферы как глубоко на юге страны, так и на северо-западе Соединенных Штатов и Канады, между 1917 и 1924 годами. Забастовка работников древесиной сферы ИРМ в 1917 году привела к введению восьмичасового рабочего дня и значительно улучшила условия труда на Тихоокеанском северо-западе. Хотя историки середины XX века прославляли американское правительство и «думающих о будущем древесных магнатов», согласившихся на эти реформы, именно забастовка ИРМ вызвала эти уступки.
С 1913 до середины 1930-х гг. сотрудники морского транспорта, входящие в ИРМ, оказались той силой, с которой вынуждены были считаться, а также конкурировать профсоюзы АФТ за господство в данной отрасли. Нет ничего удивительного в успехах данного союза, учитывая его приверженность международной солидарности. Как уже упоминалось выше, Local 8 возглавлял Бен Флетчер, который организовал преимущественно афроамериканских портовых грузчиков на Филадельфийских и Балтиморских береговых линиях. Другими лидерами были швейцарский иммигрант Уолер Неф (Waler Nef), Джек Уолш, Е. Ф. Доре (E.F. Doree), и испанский моряк Мануэль Рей. ИРМ также имел членов среди портовых рабочих в Бостоне, Нью-Йорке, Новом Орлеане, Хьюстоне, Сан-Диего, Лос-Анджелесе, Сан-Франциско, Эврике, Портленде, Такоме, Сиэтле, Ванкувере, а также в портах стран Карибского бассейна, в Мексике, Южной Америке, Австралии, Новой Зеландии, Германии и других странах. Члены ИРМ сыграли определённую роль в Сан-Францисской всеобщей забастовке 1934 года, а также приложили усилия к организации в рамках Международной ассоциации портовых грузчиков вверх и вниз на западном побережье.
Уоббли также сыграли определённую роль в сидячей забастовке Профсоюза работников автомобильной промышленности в 1930 году, особенно в Детройте, хотя они никогда не создавали там своего сильного союза.
В тех случаях, когда ИРМ действительно выигрывал забастовки, такие как в Лоуренсе, им часто тяжело было закрепить свои успехи. В 1912 году ИРМ пренебрегали коллективными договорами и настаивали вместо этого на постоянной борьбе с боссами. Однако же постоянно поддерживать революционный настрой против работодателей оказалось трудным делом; в Лоуренсе ИРМ потерял почти всех своих членов в течение всего нескольких лет после забастовки, поскольку работодатели измотали сопротивление своих служащих и устранили многих из самых сильных сторонников профсоюза.

## Правительственные репрессии

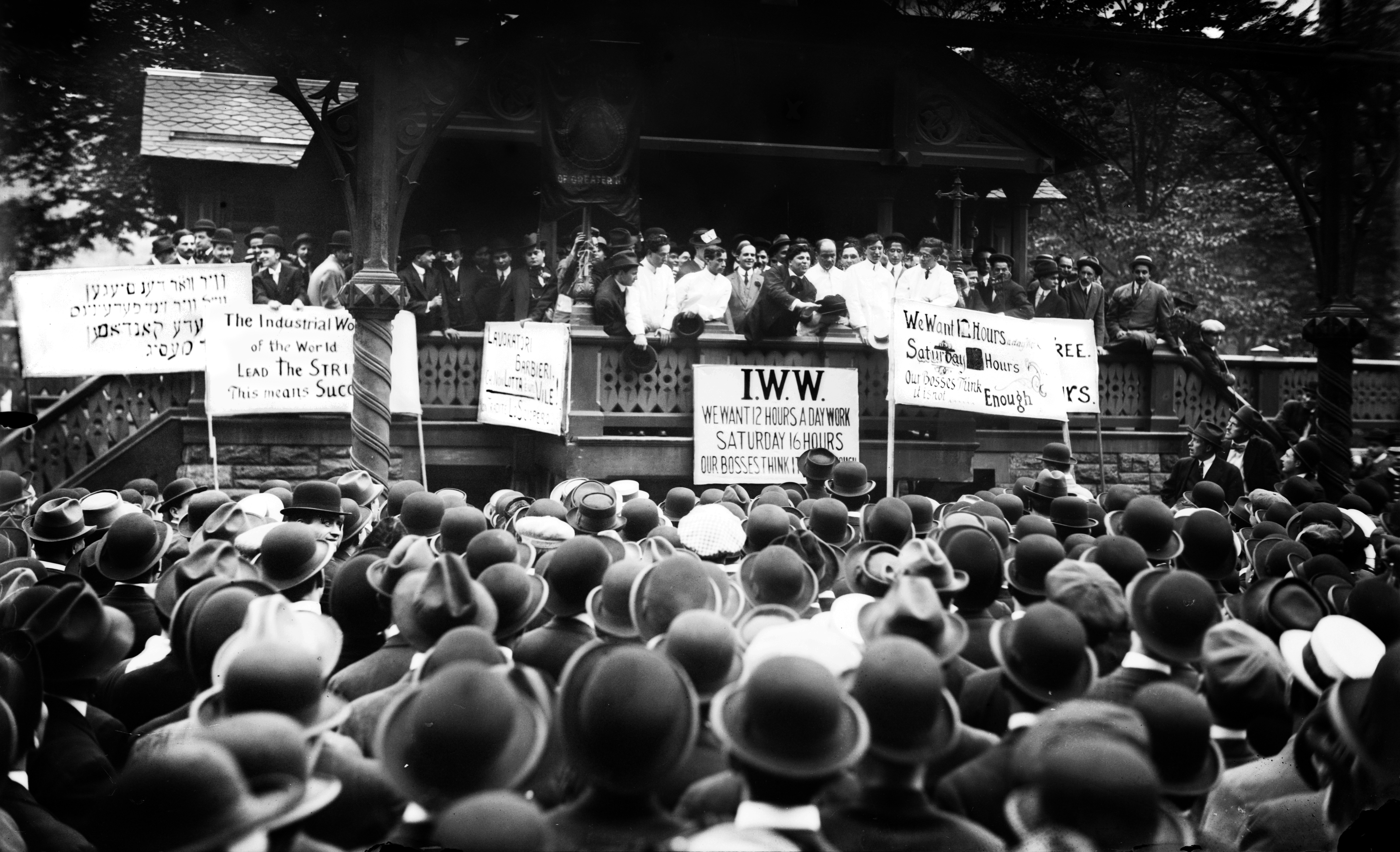
Джозеф Эттор, арестованный в 1912-м году. Выступление перед бастующими парикмахерами

Деятельность ИРМ столкнулась с сильной реакцией со стороны власти всех уровней, от управляющих компаниями и их агентов, до «бдительных» групп граждан. В 1914 году Джо Хилл (Joel Hägglund) был обвинен в убийстве, и, несмотря на то, что против него существовали только косвенные доказательства, он был казнен в штате Юта в 1915 году. 5 ноября 1916 года в Эверетте, штат Вашингтон, группа бизнесменов во главе с шерифом Дональдом Макрэем (Donald McRae) напала на представителей уоббли на пароходе «Верона», убив при этом по меньшей мере пять членов профсоюза (судьба ещё шестерых точно неизвестна, вероятно они были потеряны в Пьюджет-Саунде (Puget Sound)). В то же время были убиты два сотрудника полиции — кадровый офицер и резервист Национальной гвардии — по одной из версий, возможно, их убили свои же.
Многие члены ИРМ выступали против участия Соединенных Штатов Америки в Первой мировой войне. Организация приняла резолюцию против войны на конвенции в ноябре 1916 года. Это отражало подход, выраженный на учредительном съезде ИРМ, гласивший, что война является борьбой между капиталистами, в результате которой богатые становятся только богаче, в то время как бедные рабочие слишком часто умирают от рук других рабочих.
Газета ИРМ, Промышленный рабочий (Industrial Worker), писала незадолго до того как США вступили в войну: «Капиталисты Америки, мы будем бороться против Вас, а не за Вас! В мире нет власти способной заставить рабочий класс сражаться если он отказывается». Однако, когда в апреле 1917 года американский Конгресс принял декларацию о вступлении в войну, генеральный секретарь-казначей ИРМ Билл Хейвуд (Bill Haywood) занял твердую позицию, настаивая что организация должна принять сдержанную позицию, чтобы избежать предполагаемых угроз своему существованию. Печать антивоенных стикеров была прекращена, запасы существующих антивоенных документов были помещены на хранение, и антивоенная пропаганда как официальная политика профсоюза была прекращена. После долгих споров в рамках Генерального Исполнительного совета (General Executive Board — GEB) между Хэйвудом, защищавшим сдержанную позицию, и членом GEB Франком Литтлом, поддерживавшим идею продолжения агитации, Ральф Чаплин (Ralph Chaplin) выступил посредником в выработке компромиссного соглашения. Было сделано заявление, осуждавшее войну, но членам ИРМ советовали направить их оппозиционные действия через правовые механизмы воинской повинности. Им советовали зарегистрироваться для участия в призыве, отмечая их требования к освобождению «ИРМ, против войны».
Несмотря на смягчение ИРМ своей красноречивой оппозиционности, ведущим СМИ и правительству США удалось повернуть общественное мнение против организации. Франк Литтл, наиболее открытый противник войны в ИРМ, был линчеван в Бьютте, штат Монтана в августе 1917 года, спустя всего четыре месяца после принятия декларации о вступлении в войну.
Правительство использовало Первую мировую войну как возможность для подавления ИРМ. В сентябре 1917 г., агенты Департамента юстиции США провели одновременные рейды против сорока восьми обществ (миттинхоллов) ИРМ по всей стране. В 1917 году, сто шестьдесят пять лидеров ИРМ были арестованы за организацию политического заговора с целью препятствовать набору в армию, поощрение дезертирства, и запугивание других лиц в связи с трудовыми спорами, в соответствии с новым Законом о шпионаже; сто один предстал перед судом проводимым судьей Кенесоу Мунтэйном Лэндисом (Kenesaw Mountain Landis) в 1918 году.
Все они были признаны виновным — даже те, кто не был членами профсоюза в течение многих лет — и получили тюремные сроки до двадцати лет. Приговоренный к заключению Судьей Лэндисом и отпущенный под залог, Хэйвуд сбежал в Советскую Россию, где оставался до своей смерти.
В своем романе 1918 года «Земля, забытая временем» (The Land That Time Forgot), Эдгар Райс Берроуз представил участника ИРМ как особенно презренного злодея и предателя. Волна подобных подстрекательств привела к тому, что толпы линчевателей-вигилантов, нападали на ИРМ повсюду, а после войны репрессии продолжались. В Сентралии, Вашингтон, 11 ноября 1919 года, член ИРМ и армейский ветеран Уэсли Эверест был передан толпе линчевателей охраной тюрьмы, ему прикладом разбили зубы, кастрировали, линчевали трижды в трех различных местах, а затем его труп был изрешечен пулями, прежде чем от него избавились в безымянной могиле. Официально следствие назвало причиной его смерти «самоубийство».
Члены ИРМ преследовались по суду согласно различным государственным и федеральным законам, и рейды Палмера 1920 года особо выделяли членов организации иностранного происхождения. К середине 1920-х членство в ИРМ уже уменьшалось из-за правительственных репрессий, и снова существенно сократилось в результате спорного организационного раскола в 1924 году, когда организация раскололась на «Западных» и «Восточных» по ряду вопросов, включая роль Генеральной администрации (General Administration) (часто упрощенно подаваемый как борьба между «централистами» и «децентралистами») и попытки Коммунистической партии доминировать над организацией. К 1930 году членство сократилось до (приблизительно) 10 000 человек.